# Рязанова, Екатерина Владимировна
Екатери́на Влади́мировна Ряза́нова (род. 6 апреля 1991 года в Москве) — итальянская, ранее российская фигуристка, выступающая в танцах на льду с Симоне Ватури. С Джонатаном Гурейро, выступая за Россию, стала бронзовым призёром чемпионата мира среди юниоров 2009 года. В паре с Ильёй Ткаченко — серебряный призёр чемпионата России 2011 года. Мастер спорта России международного класса.

## Карьера
Отец Екатерины входил в сборную команду России по регби.
Екатерина начала кататься на коньках в Москве на стадионе Юных пионеров, первым её тренером была Любовь Анатольевна Федорченко. До 12-ти лет выступала как одиночница, но постоянно страдала от травм и тренер предложила попробовать танцы на льду. Екатерина перешла в группу к Елене Кустаровой и Светлане Алексеевой. Первым партнёром стал Кирилл Вахненко. Затем, Кирилл захотел перейти к другим тренерам, а Екатерину всё устраивало и она осталась в прежней группе.
Летом 2006 года тренеры предложили попробовать ей скататься с Джонатаном Гурейро.
В сезоне 2007—2008, дуэт, заняв вторые места на двух этапах юниорской серии Гран-при отобрался в финал, где стал восьмым. На чемпионате России среди юниоров они стали третьими, пропустив вперёд Кристину Горшкову и Виталия Бутикова, а также Марию Монько и Илью Ткаченко. На своём дебютном чемпионате мира среди юниоров были шестыми.
В сезоне 2008—2009, Рязанова и Гурейро снова отобрались в финал Гран-при, где завоевали бронзовые медали. Чемпионат России среди юниоров 2009 года они выиграли. На чемпионате мира среди юниоров 2009 года, после обязательного танца шли только на седьмом месте, однако, собрались и были вторыми в оригинальном танце, третьими в произвольном и в итоге завоевали бронзовые медали.
По окончании сезона 2008—2009 года пара с Джонатаном Гурейро распалась. Новым партнёром Екатерины стал Илья Ткаченко. Спортсмены стали вице-чемпионами России, выступали на международных соревнованиях, однажды на чемпионате Европы остановились в шаге от пьедестала. Однако не сумели пробиться на домашнюю Олимпиаду в Сочи. После этого дуэт распался, и Рязанова уехала в Италию, где встала в пару с Симоне Ватури. По окончании чемпионата Италии 2015 года (на котором они заняли четвёртое место) Рязанова приняла решение завершить выступления и решила пробовать себя как хореограф.

## Программы

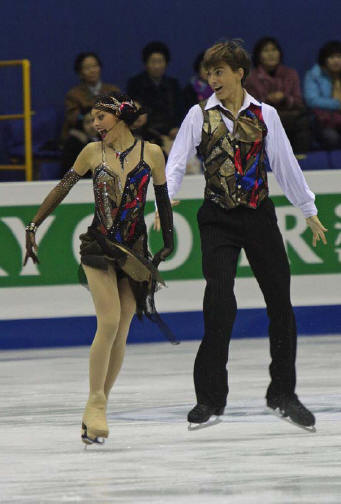
Рязанова и Гурейро на финале юниорского Гран-при сезона 2008—2009. Оригинальный танец — ритмы 20-х, 30-х, 40-х.

(с И.Ткаченко)
| Сезон     | Оригинальный/Короткий танец                                                      | Произвольный танец                                                                |
| --------- | -------------------------------------------------------------------------------- | --------------------------------------------------------------------------------- |
| 2013—2014 | Саундтрек к фильму «Чикаго» Джон Кандер Дэнни Эльфман                            | «Призрак Оперы» Эндрю Ллойд Уэббер                                                |
| 2012—2013 | «Моя прекрасная леди» Фредерик Лоу                                               | Саундтрек к фильму «Крёстный отец» Нино Рота                                      |
| 2011—2012 | Румба: Bonga Сальса: Cuba                                                        | Романс из музыкальных иллюстраций к повести А.С Пушкина «Метель» Георгий Свиридов |
| 2010—2011 | Вальс из музыкальных иллюстраций к повести А.С Пушкина «Метель» Георгий Свиридов | Мексиканский танец                                                                |
| 2009—2010 | «Во поле березка стояла» русский народный танец                                  | Саундтрек к телесериалу «Мастер и Маргарита» Игорь Корнелюк                       |

(с Д.Гурейро)
| Сезон     | Оригинальный танец                                    | Произвольный танец          |
| --------- | ----------------------------------------------------- | --------------------------- |
| 2008—2009 | «C’est si bon» и «Sing, Sing, Sing» Луис Армстронг    | «GoldenEye» Тина Тёрнер     |
| 2007—2008 | Саундтрек к фильму «Табор уходит в небо» Евгений Дога | «Perfida» Alberto Dominguez |
| 2006—2007 | «Утомленное солнце» Александр Цфасман                 | «Spanish Dance» Jose Moren  |

## Спортивные достижения

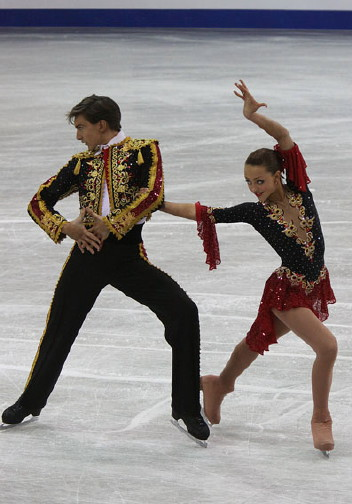
Екатерина Рязанова и Джонатан Гурейро на чемпионате мира среди юниоров 2009 года. Обязательный танец — пасодобль

(с И.Ткаченко)
| Соревнования                         | 2009—2010 | 2010—2011 | 2011—2012 | 2012—2013 | 2013—2014 |
| ------------------------------------ | --------- | --------- | --------- | --------- | --------- |
| Чемпионаты мира                      |           |           | 9         | 11        |           |
| Чемпионаты Европы                    |           | 6         | 5         | 4         | 5         |
| Чемпионаты России                    | 4         | 2         | 3         | 3         | 4         |
| Этапы Гран-при: Skate Canada         |           |           | 5         | 3         | 4         |
| Этапы Гран-при: Skate America        |           | 5         |           |           |           |
| Этапы Гран-при: Cup of Russia        | 6         |           | 4         |           | 4         |
| Этапы Гран-при: Trophée Eric Bompard |           | 2         |           | 3         |           |
| Nebelhorn Trophy                     | 4         | 3         |           |           |           |
| Золотой конёк Загреба                | 2         |           |           | 1         |           |

(с Д.Гурейро)
| Соревнования                        | 2006—2007 | 2007—2008 | 2008—2009 |
| ----------------------------------- | --------- | --------- | --------- |
| Чемпионаты мира среди юниоров       |           | 6         | 3         |
| Чемпионат России среди юниоров      | 5         | 3         | 1         |
| Финалы юниорского Гран-при          |           | 8         | 3         |
| Этапы юниорского Гран-при, Испания  |           |           | 1         |
| Этапы юниорского Гран-при, Италия   |           |           | 2         |
| Этапы юниорского Гран-при, Германия |           | 2         |           |
| Этапы юниорского Гран-при, Румыния  | 9         | 2         |           |
| Турниры «NRW Trophy», Дортмунд      |           |           | 1         |